# Gimnastyka sportowa na Letnich Igrzyskach Olimpijskich Młodzieży 2010 – ćwiczenia na koniu z łękami chłopców
Ćwiczenia na kołach chłopców na I Letnich Igrzyskach Olimpijskich Młodzieży odbył się w dniu 21 sierpnia 2010. Do zawodów przystąpiło 8 zawodników, którzy otrzymali najwyższe noty za ćwiczenia na koniu z łękami w kwalifikacjach wieloboju. 

## Finał
| Pozycja | Zawodnik            | Wynik D | Wynik E | Kara | łącznie |
|         | Oleh Stepko         | 5.100   | 8.850   | -    | 13.950  |
|         | Sam Oldham          | 4.900   | 9.025   | -    | 13.925  |
|         | Daniła Kazaczkow    | 4.500   | 9.050   | -    | 13.550  |
| 4       | Wasilij Michalicyn  | 4.600   | 8.850   | -    | 13.450  |
| 5       | Levente Vágner      | 5.200   | 8.225   | -    | 13.425  |
| 6       | Yūya Kamoto         | 4.500   | 8.825   | -    | 13.325  |
| 7       | Nikolaos Iliopoulos | 5.100   | 8.100   | -    | 13.200  |
| 8       | Andrei Muntean      | 4.600   | 8.450   | -    | 13.050  |